# Annette Richards
Annette Richards (Londen, ca. 1965) is een Amerikaans organist.

## Levensloop
Richards behaalde haar Bachelor in Engels aan het Corpus Christi College in Oxford, waar ze tevens dienstdeed als organist. In 1991 behaalde ze haar diploma in orgel aan het Sweelinck Conservatorium in Amsterdam en in 1995 behaalde ze haar doctoraat in musicologie aan Stanford University (California).
Ze nam deel aan internationale wedstrijden en won een Derde prijs in 1992 op het internationaal orgelconcours van Dublin en een Eerste prijs, samen met David Yearsley op het internationaal orgelconcours voor duo's (orgelpositief), in het kader van het orgelconcours van het Festival Musica Antiqua in Brugge
Ze specialiseerde zich in Italiaanse en Noord-Duitse barokmuziek. Met deze muziek gaf ze talrijke concerten op historische en moderne orgels, in Nederland, Engeland, Ierland, Duitsland en de Verenigde Staten. Ze gaf ook regelmatig concerten met muziek uit het 19de-eeuwse en 20ste-eeuwse repertoire. 
Annette Richards werd muziekhoogleraar aan Cornell University en werd tevens organiste van de universiteit.
Haar studiewerk is hoofdzakelijk multidisciplinair en heeft betrekking op 18de-eeuwse muziek in relatie tot visuele en literaire kunsten.
Ze was onderzoeker aan het Getty Center for the History of Art and the Humanities in Santa Monica, California (1994-95).
Ze won een Fellowship van de Mellon Foundation (2002) en van de Humboldt Foundation (2004-2005). 

## Publicaties
- Samen met de historicus van de dans Mark Franco publiceerde ze een volume met essays onder de titel Acting on the Past: Historical Performance Across the Disciplines (2000).
- Ze schreef tevens The Free Fantasia and the Musical Picturesque, over de relatie tussen muzikale fantasie en landschapstuinen in de 18de-eeuwse Duitse muziekcultuur (2001).

## Discografie
- Orgelwerken van Melchior Schildt (1592/3-1667) op het Raphaelis Orgel in de kathedraal van Roskilde (Denemarken)